# Eritema palmar
O eritema palmar é o avermelhamento das palmas nas eminências tenar e hipotenar.

## Causas
Pode ser causado por diversas alterações fisiológicas ou patológicas, pode também ser encontrado normalmente em alguns indivíduos.
- Hipertensão portal
- Doença hepática crônica (incluindo hepatite crônica)[2]
- Gravidez
- Policitemia
- Tireotoxicose
- Artrite reumatóide (especialmente em pacientes com policitemia) [3]
- Eczema e psoríase
- Telangiectasias Profundas
- Infecção por Coxsackievirus A ( Mão, febre aftosa ) [4]
- Febre maculosa das Montanhas Rochosas [4]
- Sífilis secundária [4]
- Doença de Kawasaki
- Reações adversas a medicamentos : eritrodisestesia palmo - plantar (eritema acral)

Como o nível de estrogênio em circulação aumenta tanto na cirrose quanto na gravidez, acreditava-se que o estrogênio fosse o principal causador do aumento da vascularização. Recentemente, foi demonstrado a participação do óxido nítrico na patogênese do eritema palmar.

## Tratamento
Não há um tratamento específico, é necessário tratar a condição que causa o sinal. Ser for atribuído a uma reação adversa a um determinado medicamento, o medicamento deve ser descontinuado quando possível.